# أحمد حواش
أحمد نادر حواش (مواليد 1 يناير 2003) هو لاعب كرة قدم مصري يلعب في مركز المهاجم في نادي إنبي ومنتخب مصر تحت 20 سنة.